# Alexandre Bennigsen
Pour les articles homonymes, voir Bennigsen.
Alexandre Bennigsen, né le 20 mars 1913 à Saint-Pétersbourg, Russie et mort le 2 juin 1988 à Paris  est un chercheur en géopolitique et historien, spécialiste de la Russie, de l'Asie centrale et de la Turquie.

## Biographie
Alexandre Bennigsen (russe: Александр Адамович Беннигсен) (20 mars 1913, Saint Pétersbourg - 3 juin 1988, Paris) était un universitaire orientaliste, historien, chercheur et analyste en géopolitique, spécialiste de la Russie, de la Turquie, de l’Asie centrale, en particulier des pays musulmans d’Asie centrale, dont ceux autrefois inclus dans l’Union soviétique au cours du XXe siècle.
Alexandre Bennigsen est né à Saint Pétersbourg, Russie, en 1913. Son père était un colonel de la cavalerie qui combattit au côté des ‘Russes blancs’ lors de la Révolution russe. Après la révolution Bolchévique, sa famille quitta la Russie pour se réfugier en Estonie en 1919, puis s’installa à Paris en 1924, où Alexandre Bennigsen poursuivit ses études, jusqu'à l’Institut national des langues et civilisations orientales (‘INALCO’) où il eut parmi ses professeurs l’iranologue Henri Massé (iranologue) .
Il intégra l'École de cavalerie de Saumur, et participa en tant qu'officier de l'armée française au début de la seconde guerre mondiale, puis participa à la Résistance française. En 1940, il se maria avec Hélène von Bildering; ils eurent quatre enfants.
Après la guerre, il fut d'abord chargé du bureau de documentation sur la Russie des services du Premier ministre, puis commença à travailler à l’École des hautes études en sciences sociales (‘EHESS’), dont il devint le directeur de la chaire d’’histoire des pays islamiques non-arabes’. Il enseigna également à des universités américaines, dont l’University of Chicago et l’University of Wisconsin–Madison. 
En 1989, l'année suivant son décès, l’École des hautes études en sciences sociales (EHESS) de Paris a titré en ‘Hommage à Alexandre Bennigsen’ un numéro entier de sa revue ‘Les cahiers du monde russe’ (volume 30, numéro 3-4) .
Alexandre Bennigsen contribua à former un certain nombre d’universitaires et chercheurs spécialistes de la Russie, de la Turquie et de l’Asie centrale, dont certains, comme Chantal Lemercier-Quelquejay,, ou sa propre fille Marie Bennigsen-Broxup (1944 – 2012) collaborèrent à la recherche et à l’écriture de certains de ses livres.

## Œuvre
Alexandre Bennigsen est souvent considéré comme le ‘père’ de l’école d’études des nationalités des pays musulmans de l’ex Union Soviétique. Cette école comprend des auteurs comme S. Enders Wimbush, Chantal Lemercier-Quelquejay et Paul A. Goble, dont certains ont collaboré avec lui.
En particulier, A. Bennigsen pensait que les pays et régions de culture musulmane de l’Union Soviétique résisteraient à la politique de ‘normalisation soviétique’ conduite par le gouvernement russe sur l’ensemble de l’Union, et fragiliseraient progressivement la solidité de celle-ci. Cette opinion différait de celle d’autres experts qui considéraient que les politiques d’assimilation soviétique avaient progressivement éliminé les racines et traditions culturelles et religieuses des pays musulmans de l’Union Soviétique, ceci étant facilité par le fait que ces pays étaient coupés (culturellement, religieusement, politiquement, économiquement) du monde musulman depuis les années 1920. 
Les idées d’A. Bennigsen furent vérifiées par les développements politiques à la suite de la chute du régime soviétique au début des années 1990, qui virent les pays musulmans d’Asie centrale reprendre leur indépendance vis-à-vis de l’Union soviétique à domination russe.
Alexandre Bennigsen enseigna aux États-Unis, et ses idées obtinrent parfois l’adhésion d’autres universitaires, ainsi que l’intérêt de certains officiels du gouvernement américain.  Ainsi, Zbigniew Brzeziński, expert américain en politique étrangère et de défense et qui fut Conseiller à la sécurité nationale du président Jimmy Carter, fut influencé par les idées d’Alexandre Bennigsen et organisa la formation d’un comité interministériel (Pentagone, CIA, Ministère des affaires étrangères) dit ‘Nationalities Working Group’, sous la direction de Paul B. Henze. Ce groupe suivit certaines des idées d’Alexandre Bennigsen dans le sens de l’analyse et de la recherche d’actions de promotion de l’identité musulmane dans les pays d’Asie centrale et de Russie, dans un but d’affaiblissement de l’Union Soviétique.
Parallèlement à ses travaux sur les états musulmans d’Asie centrale, Alexandre Bennigsen travailla aussi sur le pays d’origine de sa famille, la Russie, dont sur l’histoire des Relations entre la Chine et la Russie jusqu’à la Révolution russe de 1917

## Publications
(Liste partielle) 
- Les mouvements nationaux chez les musulmans de Russie - le « sultangalievisme « au Tatarstan, 1960 (avec Chantal Lemercier-Quelquejay)
- Le problème linguistique et l'évolution des nationalités musulmanes en URSS, 1960 (avec Chantal Lemercier-Quelquejay).
- The Evolution of the Muslim Nationalities in the USSR and their Linguistic Problems, London, 1961.
- Les mouvements nationaux chez les musulmans de Russie avant 1920. La presse et le mouvement national chez les musulmans de Russie avant 1920 , 1964, Editions de l'École des Hautes Études en Sciences Sociales (avec Chantal Lemercier-Quelquejay)
- Islam in the Soviet Union, London, New York, 1967.
- Muslim National Communism in the Soviet Union: a revolutionary strategy for the colonial world, Chicago, 1970, (écrit avec S. Enders Wimbush).\
- Russes et chinois avant 1917, Paris, 1974, Flammarion, collection ‘questions d’histoire’
- Le Khanat De Crimée Dans Les Archives Du Musée Du Palais De Topkapi, 1978, Walter de Gruyter Ed.
- Les musulmans oubliés. L'Islam en Union soviétique, 1981, La Découverte-Maspéro (avec Chantal Lemercier-Quelquejay)
- Un mousquetaire à Moscou : Mémoires sur la première révolution russe (1604-1614) - Introduction (30 pages), notes et bibliographie de Alexandre Bennigsen, 1983, La Découverte/Maspero
- Mystics and Commissars, Sufism in the Soviet Union, London & Berkeley, 1985, (écrit avec Enders Wimbush).
- Muslims of the Soviet Empire. A Guide, London & Bloomington, Ind., 1986, (écrit avec S. Enders Wimbush).
- Sultan Galiev. Le père de la révolution tiers-mondiste, 1986, Fayard (avec Chantal Lemercier-Quelquejay)
- The Islamic Threat to the Soviet State, London, 1983. (avec Marie Bennigsen-Broxup).
- Le Soufi et le commissaire : Les confréries musulmanes en URSS, 1986, Seuil (avc Chantal Lemercier-Quelquejay)
- Afghanistan : Dix années terribles, 1977-1987, 1988, Union nationale inter-universitaire
- Soviet Strategy and Islam, 1989, Palgrave Macmillan UK

Des listes plus complètes sont accessibles sur les sites internet ID Ref et du CNRS et de la Bibliothèque Nationale de France – BnF

## Distinctions
Il a reçu le Prix Eugène-Colas en 1987 (avec Chantal Lemercier-Quelquejay) pour Le Soufi et le Commissaire. Les confréries musulmanes en URSS.